# Ann-Britt Åsebol
Ann-Britt Sofia Åsebol, född 8 mars 1947 i Matteus församling i Stockholm, är en svensk politiker (moderat) och riksdagsledamot från Falun.
Åsebol har tidigare haft posten som oppositionsråd i Dalarnas läns landsting och varit engagerad inom kyrkopolitiken, som ordförande för Falu kyrkliga samfällighet. Hon har även varit rektor för Falu frigymnasium. År 2010 valdes Ann-Britt Åsebol in som ledamot i Sveriges riksdag för Moderata samlingspartiet i representation för Dalarnas län, efter att i riksdagsvalet 2010 (för vilket hon enligt egen uppgift bedrev en personvalskampanj) ha stått som andranamn på partiets riksdagsvalsedel i Dalarna. Åsebol fick 1855 personröster i riksdagsvalet 2010, vilket innebar 4,12 procent av personrösterna i Dalarnas län. Sina tre viktigaste frågor angav hon för SvT:s/SR:s webbplats valpejl.se vara företagarfrågor (vilket hon även tagit upp en intervju), arbetslinjen och seniorfrågor. Åsebol har tre barn.